# Gazeran
Gazeran település Franciaországban, Yvelines megyében. Lakosainak száma 1337 fő (2022. január 1.). Gazeran Émancé, Hermeray, Orcemont, Orphin, Poigny-la-Forêt, Rambouillet és Saint-Hilarion községekkel határos.

## Népesség
A település népességének változása:
| Lakosok száma | 1272 | 1287 | 1304 | 1280 | 1285 | 1290 | 1295 | 1288 | 1337 |
|               | 2013 | 2015 | 2016 | 2017 | 2018 | 2019 | 2020 | 2021 | 2022 |